# Weltbund für Freundschaftsarbeit der Kirchen
Der  Weltbund für Freundschaftsarbeit der Kirchen (auch Weltbund für internationale Freundschaftsarbeit der Kirchen; englisch zunächst World Alliance of Churches for Promoting International Friendship, ab 1920 World Alliance for International Friendship Through the Churches) war eine Organisation, die sich in der ersten Hälfte des 20. Jahrhunderts um einen positiven Beitrag der Kirchen zur Bewahrung des Friedens bemühte. Er gilt als eine der Wurzeln der christlichen Friedensbewegung und der ökumenischen Bewegung.

## Vorgeschichte
Am Rande der Zweiten Haager Friedenskonferenz 1907 verabredeten Eduard de Neufville (1857–1942), ein in der französisch-reformierten Gemeinde engagierter Frankfurter Bankier, und Joseph Allen Baker (1852–1918), ein den Quäkern angehörender liberaler Unterhausabgeordneter, dass die Kirchen ihrer beider Länder einen Beitrag zum Frieden leisten sollten. Ein erster Schritt waren gegenseitige Besuche hochrangiger Kirchenvertreter. Zu den 133 Delegierten der ersten „Friedensfahrt“ nach Großbritannien 1908 gehörten u. a. der preußische Oberhofprediger Ernst von Dryander, die Generalsuperintendenten Wilhelm Faber, Theodor Kaftan und Heinrich Möller, der elsässische Konsistorialpräsident Friedrich Curtius sowie die Theologieprofessoren Martin Rade, Otto Baumgarten, Leopold Witte, Hermann von Soden und Carl Mirbt; daneben auch Katholiken wie der Berliner Propst Carl Kleineidam und der Caritas-Direktor Lorenz Werthmann und Freikirchler wie Friedrich Wilhelm Simoleit. In der Delegation, die im Juni 1909 Deutschland besuchte, waren Bischöfe verschiedener Kirchen, aber auch Parlamentarier und Gewerkschaftsvertreter. Um die Weiterarbeit zu organisieren, wurden auf jeder Seite Kirchliche Komitees zur Pflege freundschaftlicher Beziehungen gegründet. Den Vorsitz in Deutschland übernahm der Unternehmer Friedrich Albert Spiecker; Sekretär wurde der junge Berliner Pfarrer Friedrich Siegmund-Schultze, der ab 1913 als Organ des Komitees die Zeitschrift Die Eiche. Vierteljahresschrift zur Pflege freundschaftlicher Beziehungen zwischen Großbritannien und Deutschland herausgab. Auf britischer Seite hieß die Zeitschrift The Peacemaker; Vorsitzender war Erzbischof Randall Davidson, treibende Kraft die Abgeordneten Baker und Willoughby Dickinson.
Baker und Siegmund-Schultze gewannen bei einem Besuch in den USA 1911 das Federal Council of the Churches of Christ (den Vorläufer des National Council of Churches) für einen Anschluss an diese Initiative. Die Idee einer internationalen kirchlichen Konferenz wurde ermöglicht durch den Industriellen Andrew Carnegie, der Anfang 1914 die Church Peace Union gründete und eine großzügige Summe für die internationale Friedensarbeit zur Verfügung stellte. Nachdem auch die Schweizerische Kirchenkonferenz im Januar 1914 zu einer Friedenskonferenz der Kirchen eingeladen hatte, einigte man sich, für den August eine internationale Konferenz nach Konstanz einzuberufen.

## Die Gründungsversammlung in Konstanz 1914
Für die Konferenz, die vom 1. bis zum 5. August 1914 im Insel-Hotel in Konstanz stattfinden sollte, waren 153 Delegierte aus 12 Ländern angemeldet. Die größten Delegationen kamen aus den USA und Großbritannien; die Resonanz in den deutschen Kirchen war vergleichsweise gering. Da der Konferenzbeginn direkt mit der Mobilmachung am Vorabend des Ersten Weltkriegs zusammenfiel, konnten nur etwa 80 Personen anreisen, die zudem schon am 3. August wieder abreisen mussten, um noch sicher aus dem Land zu gelangen. Sie verabschiedeten einen von Dickinson vorbereiteten Friedensappell, der per Telegramm an die Staatsoberhäupter in Europa und den USA gesandt wurde, und verabredeten die Gründung einer Dachorganisation für die christlichen Friedenskomitees in den einzelnen Ländern. Der Leitgedanke war:

„Sofern das Werk der Versöhnung und Förderung von Freundschaft eine wesentliche christliche Aufgabe ist, ist es ratsam, daß die Kirchen aller Länder ihren Einfluß auf Volk, Volksvertretung und Regierung anwenden, um gute und freundschaftliche Beziehungen zwischen den Völkern herzustellen, so dass sie auf dem Wege friedlicher Zivilisation den Zustand gegenseitigen Vertrauens hervorbringen, den zu erstreben das Christentum die Menschheit gelehrt hat.“

Anschließend reisten die meisten ausländischen Delegierten mit einem Sonderzug über Köln zur niederländischen Grenze und weiter nach London. Dort wurde durch die britischen und amerikanischen Delegierten der Weltbund formell gegründet. Man einigte sich auf den Namen World Alliance of Churches for Promoting International Friendship und wählte einen Geschäftsführenden Ausschuss, dem neben Baker als Vorsitzendem auch Dickinson, Siegmund-Schultze, die Amerikaner William P. Merrill und Frederick Lynch, Louis Emery aus der Schweiz und Jacques Dumas aus Frankreich angehörten. Dickinson, der bis 1928 auch als ehrenamtlicher Sekretär amtierte, wurde der amerikanische Quäker Benjamin Battin, Professor am Swarthmore College, zur Seite gestellt.

## Die weitere Entwicklung bis 1919
Trotz des Krieges konnten sich in vielen Ländern nationale Komitees gründen, die an der Verbreitung der Friedensbotschaft arbeiten wollten, aber auch praktische Hilfe für Kriegsgefangene und Internierte leisteten. In Großbritannien arbeiteten Vertreter der Freikirchen und der Church of England eng zusammen; neben Baker und Dickinson waren u. a. der Quäker Henry Hodgkin und der spätere Erzbischof William Temple beteiligt. An die Stelle des Peacemaker trat 1915 die Zeitschrift Goodwill. Das im Frühjahr 1915 gegründete deutsche Komitee wurde von Spiecker geleitet; Sekretär wurde Siegmund-Schultze, der auch die Zeitschrift Die Eiche nun als Organ des Weltbundes weiterführte.  Besonders aktiv war das Komitee in den USA mit Merrill und Lynch an der Spitze; Generalsekretär war von 1918 bis 1955 Henry Atkinson. In Dänemark und Schweden übernahmen die leitenden lutherischen Bischöfe Harald Ostenfeld und  Nathan Söderblom den Vorsitz der jeweiligen Komitees.
Ende August 1915 fand sogar eine Sitzung des internationalen Komitees in Bern statt, an der auch Vertreter aus den kriegführenden Ländern Großbritannien, Deutschland und Italien teilnehmen konnten. Weil es nicht gelungen war, die Kirchen selbst zur Trägern des Weltbundes zu machen, wurde der Name wieder geändert, auf  World Alliance for Promoting International Friendship Through the Churches (Promoting fiel 1920 weg). Ferner bestätigte man die Leitsätze von Konstanz und legte eine Satzung fest.
Im weiteren Verlauf des Krieges wurde es immer schwieriger, die internationale Ausrichtung aufrechtzuerhalten. Erst 1917 kam es wieder verstärkt zu Initiativen für einen Verständigungsfrieden. Auf protestantischer Seite setzte sich vor allem der schwedische Erzbischof Söderblom für eine größere internationale Konferenz ein, die an ein Treffen des Weltbundes angeschlossen werden sollte. Zu der Konferenz, die im Dezember in Uppsala stattfand, kamen aber nur Abgesandte der neutralen Länder. Bemühungen um eine Neuauflage im Jahr 1918 blieben erfolglos.
Erst im Herbst 1919 konnte wieder eine Tagung des Internationalen Komitees des Weltbundes stattfinden. Etwa 60 Vertreter aus 14 Ländern kamen in Oud Wassenaar bei Den Haag zusammen und einigten sich auf mehrere Resolutionen, in denen die Anerkennung des Völkerrechts und der Rechte nationaler und religiöser Minderheiten gefordert und der Völkerbund unterstützt wurde. Weitere Schritte zum Frieden sollten auf einer internationalen kirchlichen Konferenz erörtert werden, für die Söderblom erfolgreich warb. Da es dort aber auch um andere soziale Probleme und um ein Zusammenwachsen der Konfessionen gehen sollte, konnte der Weltbund nicht den geeigneten Rahmen bieten. So bildeten sich eigene Komitees zur Vorbereitung der Stockholmer Weltkirchenkonferenz von 1925, aus denen die Bewegung für Praktisches Christentum hervorging.

## Die 1920er Jahre
In den folgenden Jahren stand die Arbeit des Weltbundes etwas im Schatten der Bewegung für Praktisches Christentum, auch wenn er durchaus Erfolge hatte. So konnten, nachdem auch orthodoxe Kirchen sich angeschlossen hatten, einige erfolgreiche Friedenskonferenzen auf dem Balkan durchgeführt werden. Intensiv wurde auch in Jugendseminaren friedenspädagogische Arbeit geleistet. In den Kirchen der Länder, die im Ersten Weltkrieg auf verschiedenen Seiten gekämpft hatten, setzten sich jedoch nur Minderheiten für die Versöhnung ein. Die Frage der Kriegsschuld sorgte immer wieder für Konflikte, auch bei der 4. Tagung des Weltbundes in Beatenberg im Kanton Bern im August 1920. Hier wurde Erzbischof Randall Davidson zum Präsidenten gewählt.
Für die Anfänge der ökumenischen Arbeit in Deutschland war der Deutsche Arbeitsausschuss des Weltbundes von großer Bedeutung. Nach den Anfängen als „Freundeskreis“ 1915 institutionalisierte er sich 1920 durch eine Satzung. Präsident war bis 1929 Spiecker, seit 1920 auch einer der Vizepräsidenten des internationalen Weltbundes. Besonders aktive Mitglieder waren u. a. der badische Pfarrer Hermann Maas und Reichsgerichtspräsident Walter Simons. Hauptamtlicher Sekretär war weiterhin Siegmund-Schultze, ab 1921 zeitweise unterstützt durch den methodistischen Theologen Theophil Mann. Darin spiegelt sich die enge Zusammenarbeit von Landeskirchlern und Freikirchlern, die es zu dieser Zeit in Deutschland anderswo noch nicht gab. Die Kontakte zum Deutschen Evangelischen Kirchenausschuss (DEKA), dem Exekutivorgan des Bundes der Landeskirchen, waren jedoch nicht besonders gut. Der DEKA machte die Vorbereitung der Weltkonferenz für Praktisches Christentum 1925 zu seiner eigenen Sache, hielt sich bei den parallel dazu laufenden Vorbereitungen für die erste Weltkonferenz für Glaube und Kirchenverfassung aber zurück. Daher nahm es der Deutsche Arbeitsausschuss des Weltbundes in die Hand, eine deutsche Delegation für die Konferenz von Lausanne 1927 zusammenzustellen.
Nach den Weltkirchenkonferenzen von Stockholm 1925 und Lausanne 1927 veranstaltete auch der Weltbund für Freundschaftsarbeit im August 1928 eine groß angelegte „Weltkonferenz für Frieden und Freundschaft“ in Prag. Die Hauptthemen waren die Abrüstung, die Ächtung des Krieges gemäß dem fast zeitgleich unterzeichneten Kellogg-Briand-Pakt und die Schaffung eines internationalen Schiedsgerichtssystems auf Basis des Völkerbundes. In einer Resolution wurde gefordert, „dass die Völker fortan ihre brüderliche Solidarität und ihre Verpflichtung zu zielbewußter Zusammenarbeit bejahen und so auf die völlige Ungebundenheit durch Verpflichtungen verzichten.“ An die Kirchen wurde appelliert, sie sollten gegenüber ihren Regierungen erklären, dass sie keinen Krieg unterstützen würden, vor dessen Ausbruch nicht alle Möglichkeiten friedlicher Konfliktlösung ausgeschöpft worden seien. Einige Kirchen, sogar die Lambeth-Konferenz von 1930, gaben entsprechende Erklärungen ab, so dass die Konferenz von Prag als Höhepunkt der Arbeit des Weltbundes gelten kann.

## Von 1930 bis 1948
Die zunehmenden Spannungen der 1930er Jahre beeinträchtigten die Arbeit des Weltbundes. Bei der Tagung in Cambridge im September 1931 wurden pessimistische Stimmen laut. Nach dem Tod von Erzbischof Davidson übernahm Dickinson die Präsidentschaft. 1935 folgte ihm der dänische lutherische Bischof Valdemar Ammundsen, der aber schon im folgenden Jahr starb. Mittlerweile war die Kooperation mit dem „Ökumenischen Rat für Praktisches Christentum“, zu dem der Fortsetzungsausschuss der Stockholmer Weltkirchenkonferenz umgebildet worden war, intensiviert worden. Ab 1933 fungierte der Franzose Henri-Louis Henriod als gemeinsamer Generalsekretär. Zahlreiche Tagungen wurden gemeinsam veranstaltet, die beiden Jugendkommissionen zusammengelegt.
1929 wurde der Berliner Generalsuperintendent Georg Burghart zum Präsidenten des deutschen Zweiges gewählt, was an sich zu einer Verbesserung der Position des Weltbundes bei den Landeskirchen hätte führen können. Wie sehr aber der zunehmend einflussreiche nationalprotestantische Flügel die Arbeit des Weltbundes ablehnte, wurde 1931 deutlich, als die Theologen Emanuel Hirsch und Paul Althaus einen scharfen Angriff gegen die deutsche Sektion richteten. Nachdem Siegmund-Schultze im Juni 1933 ausgebürgert und in die Schweiz abgeschoben wurde, verlor die deutsche Sektion ihren aktivsten Vorkämpfer. Bei der gemeinsamen Tagung von Weltbund und Rat für Praktisches Christentum im August 1934 in Fanø kam es zu einer klaren Parteinahme für die Bekennende Kirche und gegen die von der NSDAP kontrollierte Reichskirche. Hierzu trug Dietrich Bonhoeffer bei, seit 1931 einer der drei Jugendsekretäre des Weltbundes, der in Fanø auch seine berühmte Rede Kirche und Völkerwelt hielt.
Im August 1935 war bei der Tagung im schweizerischen Chamby die Hilfe für die in Deutschland verfolgten nicht-arischen Christen eins der Hauptthemen. Im Jahr 1936 begannen die Überlegungen, den Weltbund für Freundschaftsarbeit und die Räte für Praktisches Christentum und für Glaube und Kirchenverfassung zu vereinen. Nachdem 1938 die Gründung des Ökumenischen Rates der Kirchen beschlossen war, fand in Larvik (Norwegen) die letzte größere Tagung des Weltbundes statt. Mit dem Beginn des Zweiten Weltkriegs kam die Arbeit weitgehend zum Erliegen. Versuche der Wiederbelebung nach 1945 blieben erfolglos. Kurz vor der Gründungsversammlung des ÖRK im Jahr 1948 wurde der Weltbund formell aufgelöst. Seine Anliegen wurden teilweise im Weltbund für (internationale) Freundschaft der Religionen (World Alliance for International Friendship through Religion), teilweise in der von ÖRK und Internationalem Missionsrat getragenen Kommission der Kirchen für internationale Angelegenheiten fortgeführt.